# Château de Matsukura
Le château de Matsukura (松倉城, Matsukura-jō) se trouvait dans le district Niikawa de la province d'Etchū (de nos jours Uozu, préfecture de Toyama au Japon).

## Histoire
Construit vers 1335 sur le sommet (430,9 m) du mont Matsukura (aussi connu sous le nom de mont Kakuma), le château de Matsukura faisait partie d'un groupe de châteaux établis dans la région montagneuse environnante durant l'époque de Muromachi.
Le château de Matsukura présente une architecture militaire typique des forteresses médiévales japonaises. Les murs en pierre s'étendent le long d'une crête en forme de L, protégeant une cour intérieure d'environ 100 mètres de long sur 40 mètres de large. Cette conception reflète les stratégies défensives employées à l'époque pour maximiser l'utilisation du relief montagneux. (source :https://fr.aroundus.com/p/8287431-matsukura-castle)
Au cours de son histoire, le château appartint aux clans Momonoi, Shina et Uesugi.
Durant le siège d'Uozu en 1582, le château fut attaqué par Oda Nobunaga qui en prit possession.
Le château fut laissé à l'abandon pendant l'ère Keichō.
Il y a autour du château plusieurs centaines de cerisiers qu'on peut voir en fleurs au printemps. Le festival Sengoku Noroshi s'y tient à la fin de mai.